# Shinji Hosokawa
Shinji Hosokawa (細川 伸二?, Hosokawa Shinji; Shisō, 2 gennaio 1960) è un ex judoka giapponese.

## Palmarès
Olimpiadi
- 2 medaglie:
  - 1 oro (60 kg a Los Angeles 1984)
  - 1 bronzo (60 kg a Seul 1988)

Mondiali
- 2 medaglie:
  - 1 oro (60 kg a Seul 1985)
  - 1 argento (60 kg a Essen 1987)